# 中華民國立法委員選舉區列表
中華民國立法院現有113席立法委員，而立法委員選舉之選舉區則包含73個區域立法委員選舉區、2個原住民立法委員選舉區和1個全國不分區及僑居國外國民立法委員選舉區。依1947年公布的《中華民國憲法》及《憲法實施之準備程序》，中華民國政府於同年3月31日制定公布《立法院立法委員選舉罷免法》，並於1948年舉行了立法委員直選。此後由於中華民國政府遷台，中央民意代表無法如期進行全面改選，二十餘年不曾舉辦立委選舉，直至1969年才制訂《動員戡亂時期自由地區中央公職人員增選補選辦法》，並在臺北市、臺灣省舉辦了第一次立委增選。1972年，國民大會第五次會議制定了《動員戡亂時期自由地區增加中央民意代表名額選舉辦法》、《動員戡亂時期僑選立法委員及監察委員遴選辦法》，使臺澎金馬地區得以三年舉行一次中央民意代表增額選舉，不需受到憲法限制。:901980年公布了《動員戡亂時期公職人員選舉罷免法》，此法適用於包括立委選舉在內的中央、地方公職人員選舉；並以《動員戡亂時期自由地區增加中央民意代表名額辦法》取代《動員戡亂時期自由地區增加中央民意代表名額選舉辦法》。1991年，《動員戡亂時期臨時條款》廢止（《動員戡亂時期公職人員選舉罷免法》亦修正為《公職人員選舉罷免法》），《憲法增修條文》通過，使得中華民國之中央公職人員能僅由自由地區之國民選出，立法委員在1992年進行了全面改選。:952008年立委席次從原先的225席減為113席，並改為四年舉行一次選舉。2019年中央選舉委員會對部分區域立委選區進行重劃，並於2020年首次實施。
根據《中華民國憲法增修條文》第4條及《公職人員選舉罷免法》第35條規定，立法委員自第7屆起共有113人，任期4年，以並立制、單一選區兩票制選出，連選得連任。直轄市、縣、市共73人；山地原住民選舉區和平地原住民選舉區各3人；全國不分區及僑居國外國民立法委員選舉區共34人，並依政黨名單投票選舉。

## 區域立法委員選舉區
區域立法委員選舉區的設置可追溯至1948年第一屆立委選舉，由中華民國全國47個省和直轄市、蒙古各盟旗、西藏等地選出659名立法委員，其中省和直轄市的立委以複數選區單記不可讓渡投票制選出，選舉人數則以「人口在三百萬以下者五名，其人口超過三百萬者，每滿一百萬人增選一名」作為標準。:87, 981969年第一屆增選立法委員選舉是遷台後首次舉辦立委增選，並分別在台北市、臺灣省第一選區、臺灣省第二選區選出11名增選立委。1972年第一屆第一次增額立法委員選舉中選區增加到8個（臺灣省6個，臺北市1個、福建省1個），亦是政府遷台後首度將金馬地區納入立委選舉；應選名額則改為「自由地區之省及直轄市，其人口在二百萬以下者，五人；其人口超過二百萬者，每滿七十萬人增選一人；一部份為自由地區之省選出一人」，並依此選出27名區域立委。:90-911979年高雄市升格為直轄市，並在1980年第一屆第三次增額立法委員選舉中被劃為獨立選區；選舉法源則依《動員戡亂時期自由地區增加中央民意代表名額辦法》規定：「台灣省及台北市、高雄市選出者，其人口在一百萬以下者五人，其超過一百萬人者，每滿四十萬人，增選一人；福建省選出者，一人。」依此計算，該屆選舉共選出52名區域立委。:931989年《動員戡亂時期公職人員選舉罷免法》進行修正公布，將原先依人口增加的區域立委名額改為定額（共79名），且臺灣省底下的21個縣市皆被劃為獨立選區，擁有獨立的代表席位；臺北市和高雄市則各被劃為兩個選區。:93-94
自1992年第二屆立委選舉起，共選出119名區域立委，福建省劃分為金門縣與連江縣兩個選區；1995年第三屆立委選舉選區範圍和第二屆相同，區域立委名額則增加到122名。:95-961997年7月，第三屆國民大會第二次會議對《中華民國憲法增修條文》進行了第四次增修，按此規定，隔年第四屆立委選舉的總席次改為定額225席，區域立委總數則為168席，每縣市至少一席；而除了台北縣被分為三個選區以外，其他選區範圍不變。第五屆（2001年）和第六屆（2004年）區域立委的選區範圍承襲第四屆的選區範圍和總席次，僅各選區名額有所變動。
2004年8月，立法院提出第七次憲法修正案，隔年6月經任務型國大代表複決通過後實施。修憲過後，區域立委改以單一選區相對多數制選出，全國共計73席，每縣市至少一席立委，剩餘名額則以直轄市、縣市人口數（不包含原住民人口數）依次分配；若該直轄市、縣市的區域立委名額多於一人，則應在其行政區域內劃分同額選舉區。:101-102此外，根據《公職人員選舉罷免法》第35條，自2008年第七屆立法委員選舉區變更公告之日起，每十年重新檢討一次。最近一次選舉區變更於2019年初公告，臺南市及新竹縣各增加一席，高雄市及屏東縣各減一席；新的選舉區於2020年第十屆立委選舉實施。
以下列表列出各區域立委選區的人口數、選舉人數、面積（平方公里）、選舉人密度（人/平方公里）、選區範圍、現任立委及其黨籍、地圖等資料。新北市第一選區是全國人數最多的選區，選舉人數達38萬人，連江縣選區的選舉人數僅約1萬人，是選舉人數最少的選區。面積最大的是四千餘平方公里的花蓮縣選區，最小的選區則是7.67平方公里的新北市第九選區；此外，面積最小的十個選區皆位於臺北市和新北市。新北市第九選區是選舉人密度最高的選區，臺東縣則是密度最低的選區。73席區域立委中，中國國民黨得到36席，民主進步黨得到36席，以無黨籍身分參選者得到1席。

### 現行區域立委選舉區列表
| 區域立委選舉區全圖 | 區域立委選舉區全圖 | 區域立委選舉區全圖 | 區域立委選舉區全圖 | 區域立委選舉區全圖 | 區域立委選舉區全圖 | 區域立委選舉區全圖 | 區域立委選舉區全圖 | 區域立委選舉區全圖 | 區域立委選舉區全圖 |
| --- | ------------------ | ------------------ | ------------------ | ------------------ | ------------------ | ------------------ | ------------------ | ------------------ | ------------------ |
| 新1 新2 新3 新4 新5 新6 新7 新8 新9 新10 新11 新12 北1 北2 北3 北4 北5 北6 北7 北8 桃1 桃2 桃3 桃4 桃5 桃6 中1 中2 中3 中4 中5 中6 中7 中8 南1 南2 南3 南4 南5 南6 高1 高2 高3 高4 高5 高6 高7 高8 宜蘭 竹1 竹2 苗1 苗2 彰1 彰2 彰3 彰4 投1 投2 雲1 雲2 嘉1 嘉2 屏1 屏2 臺東 花蓮 澎湖 基隆 竹市 嘉市 金門 連江 |                    |                    |                    |                    |                    |                    |                    |                    |                    |

| 選區     | 選舉人數(人) | 面積(km^2) | 選舉人密度(人/km^2) | 選區範圍 | 現任立委 | 現任立委                 | 地圖 | 參考資料             |
| -------- | ------------ | ---------- | ------------------- | --- | -------- | ------------------------ | ---- | -------------------- |
| 基隆市   | 303,939      | 132.76     | 2,289.39            | 基隆市 |          | 林沛祥 · （ 中國國民黨） |      | [ 28 ] [ 29 ]        |
| 臺北市1  | 267,166      | 61.71      | 4,329.38            | 北投區、士林區13里 |          | 吳思瑤 · （ 民主進步黨） |      | [ 30 ] [ 29 ] [ 31 ] |
| 臺北市2  | 254,827      | 62.02      | 4,108.79            | 大同區、士林區38里 |          | 王世堅 · （ 民主進步黨） |      | [ 30 ] [ 29 ] [ 31 ] |
| 臺北市3  | 277,328      | 21.01      | 13,199.81           | 中山區、松山區20里 |          | 王鴻薇 · （ 中國國民黨） |      | [ 30 ] [ 29 ] [ 32 ] |
| 臺北市4  | 318,085      | 53.42      | 5,954.42            | 內湖區、南港區 |          | 李彥秀 · （ 中國國民黨） |      | [ 30 ] [ 29 ]        |
| 臺北市5  | 233,914      | 14.14      | 16,542.72           | 萬華區、中正區21里 |          | 吳沛憶 · （ 民主進步黨） |      | [ 30 ] [ 29 ] [ 33 ] |
| 臺北市6  | 233,123      | 11.36      | 20,521.39           | 大安區 |          | 羅智強 · （ 中國國民黨） |      | [ 30 ] [ 29 ]        |
| 臺北市7  | 234,816      | 15.64      | 15,013.81           | 信義區、松山區13里 |          | 徐巧芯 · （ 中國國民黨） |      | [ 30 ] [ 29 ] [ 32 ] |
| 臺北市8  | 248,318      | 33.83      | 7,340.17            | 文山區、中正區10里 |          | 賴士葆 · （ 中國國民黨） |      | [ 30 ] [ 29 ] [ 33 ] |
| 新北市1  | 387,634      | 300.72     | 1,289.02            | 石門區、三芝區、淡水區、八里區、林口區、泰山區 |          | 洪孟楷 · （ 中國國民黨） |      | [ 34 ] [ 29 ]        |
| 新北市2  | 297,867      | 44.31      | 6,722.34            | 五股區、蘆洲區、三重區16里 |          | 林淑芬 · （ 民主進步黨） |      | [ 34 ] [ 35 ] [ 29 ] |
| 新北市3  | 265,754      | 14.31      | 18,571.21           | 三重區103里 |          | 李坤城 · （ 民主進步黨） |      | [ 34 ] [ 35 ]        |
| 新北市4  | 301,391      | 17.55      | 17,173.28           | 新莊區75里 |          | 吳秉叡 · （ 民主進步黨） |      | [ 34 ] [ 36 ]        |
| 新北市5  | 257,063      | 56.45      | 4,553.82            | 樹林區、鶯歌區、新莊區9里 |          | 蘇巧慧 · （ 民主進步黨） |      | [ 34 ] [ 36 ] [ 29 ] |
| 新北市6  | 222,016      | 10.02      | 22,157.29           | 板橋區65里 |          | 張宏陸 · （ 民主進步黨） |      | [ 34 ] [ 37 ]        |
| 新北市7  | 233,122      | 13.18      | 17,687.56           | 板橋區61里 |          | 葉元之 · （ 中國國民黨） |      | [ 34 ] [ 37 ]        |
| 新北市8  | 287,651      | 17.21      | 16,714.18           | 中和區76里 |          | 張智倫 · （ 中國國民黨） |      | [ 34 ] [ 38 ]        |
| 新北市9  | 238,299      | 7.67       | 31,068.97           | 永和區、中和區17里 |          | 林德福 · （ 中國國民黨） |      | [ 34 ] [ 38 ] [ 29 ] |
| 新北市10 | 290,715      | 221.01     | 1,315.39            | 土城區、三峽區 |          | 吳琪銘 · （ 民主進步黨） |      | [ 34 ] [ 29 ]        |
| 新北市11 | 296,636      | 777.12     | 381.71              | 新店區、深坑區、石碇區、坪林區、烏來區 |          | 羅明才 · （ 中國國民黨） |      | [ 34 ] [ 29 ]        |
| 新北市12 | 259,761      | 572.12     | 463.38              | 汐止區、金山區、萬里區、瑞芳區、平溪區、雙溪區、貢寮區 |          | 廖先翔 · （ 中國國民黨） |      | [ 34 ] [ 29 ]        |
| 桃園市1  | 339,558      | 155.77     | 2,179.87            | 蘆竹區、龜山區、桃園區15里 |          | 牛煦庭 · （ 中國國民黨） |      | [ 39 ] [ 29 ] [ 40 ] |
| 桃園市2  | 308,717      | 349.51     | 883.29              | 楊梅區、新屋區、觀音區、大園區 |          | 權吉 · （ 中國國民黨）   |      | [ 39 ] [ 29 ]        |
| 桃園市3  | 301,213      | 71.86      | 4,191.66            | 中壢區76里 |          | 魯明哲 · （ 中國國民黨） |      | [ 39 ] [ 41 ]        |
| 桃園市4  | 302,323      | 26.16      | 11,556.69           | 桃園區67里 |          | 萬美玲 · （ 中國國民黨） |      | [ 39 ] [ 29 ]        |
| 桃園市5  | 280,634      | 122.99     | 2,281.76            | 平鎮區、龍潭區 |          | 呂玉玲 · （ 中國國民黨） |      | [ 39 ] [ 29 ]        |
| 桃園市6  | 282,216      | 494.01     | 571.28              | 八德區、大溪區、復興區、中壢區12里 |          | 邱若華 · （ 中國國民黨） |      | [ 39 ] [ 41 ] [ 40 ] |
| 新竹市   | 359,465      | 104.15     | 3,451.42            | 新竹市 |          | 鄭正鈐 · （ 中國國民黨） |      | [ 42 ] [ 29 ]        |
| 新竹縣1  | 215,267      | 913.13     | 235.75              | 新豐鄉、湖口鄉、新埔鎮、芎林鄉、關西鎮、尖石鄉、竹北市12里 |          | 徐欣瑩 · （ 中國國民黨） |      | [ 43 ] [ 29 ] [ 40 ] |
| 新竹縣2  | 232,865      | 514.41     | 452.68              | 竹東鎮、寶山鄉、北埔鄉、峨眉鄉、橫山鄉、五峰鄉、竹北市19里 |          | 林思銘 · （ 中國國民黨） |      | [ 43 ] [ 29 ] [ 40 ] |
| 苗栗縣1  | 205,858      | 526.26     | 391.45              | 竹南鎮、後龍鎮、造橋鄉、通霄鎮、西湖鄉、銅鑼鄉、三義鄉、苑裡鎮 |          | 陳超明 · （ 中國國民黨） |      | [ 44 ] [ 29 ]        |
| 苗栗縣2  | 231,863      | 1,294.06   | 179.14              | 頭份市、三灣鄉、南莊鄉、苗栗市、公館鄉、頭屋鄉、大湖鄉、獅潭鄉、卓蘭鎮、泰安鄉                                                                                                 |          | 邱鎮軍 · （ 中國國民黨） |      | [ 44 ] [ 29 ]        |
| 臺中市1  | 223,459      | 209.11     | 1,068.62            | 大甲區、大安區、外埔區、清水區、梧棲區 |          | 蔡其昌 · （ 民主進步黨） |      | [ 45 ] [ 29 ]        |
| 臺中市2  | 302,779      | 256.98     | 1,178.22            | 沙鹿區、龍井區、大肚區、烏日區、霧峰區 |          | 顏寬恆 · （ 中國國民黨） |      | [ 45 ] [ 29 ]        |
| 臺中市3  | 260,251      | 152.25     | 1,709.37            | 后里區、神岡區、大雅區、潭子區 |          | 楊瓊瓔 · （ 中國國民黨） |      | [ 45 ] [ 29 ]        |
| 臺中市4  | 329,203      | 71.10      | 4,630.14            | 西屯區、南屯區 |          | 廖偉翔 · （ 中國國民黨） |      | [ 45 ] [ 29 ]        |
| 臺中市5  | 363,225      | 69.64      | 5,215.75            | 北屯區、北區 |          | 黃健豪 · （ 中國國民黨） |      | [ 45 ] [ 29 ]        |
| 臺中市6  | 273,367      | 22.68      | 12,053.22           | 東區、南區、中區、西區 |          | 羅廷瑋 · （ 中國國民黨） |      | [ 45 ] [ 29 ]        |
| 臺中市7  | 329,666      | 149.62     | 2,203.36            | 太平區、大里區 |          | 何欣純 · （ 民主進步黨） |      | [ 45 ] [ 29 ]        |
| 臺中市8  | 210,595      | 1,283.51   | 164.08              | 豐原區、石岡區、東勢區、新社區、和平區 |          | 江啟臣 · （ 中國國民黨） |      | [ 45 ] [ 29 ]        |
| 彰化縣1  | 254,642      | 199.05     | 1,279.29            | 伸港鄉、線西鄉、和美鎮、鹿港鎮、福興鄉、秀水鄉 |          | 陳秀寶 · （ 民主進步黨） |      | [ 46 ] [ 29 ]        |
| 彰化縣2  | 239,682      | 140.06     | 1,711.28            | 彰化市、花壇鄉、芬園鄉 |          | 黃秀芳 · （ 民主進步黨） |      | [ 46 ] [ 29 ]        |
| 彰化縣3  | 267,187      | 381.76     | 699.88              | 芳苑鄉、二林鎮、埔鹽鄉、溪湖鎮、埔心鄉、大城鄉、竹塘鄉、埤頭鄉、北斗鎮、溪州鄉                                                                                                 |          | 謝衣鳳 · （ 中國國民黨） |      | [ 46 ] [ 29 ]        |
| 彰化縣4  | 264,830      | 215.69     | 1,227.81            | 大村鄉、員林市、永靖鄉、社頭鄉、田尾鄉、田中鎮、二水鄉 |          | 陳素月 · （ 民主進步黨） |      | [ 46 ] [ 29 ]        |
| 南投縣1  | 186,220      | 1,983.52   | 93.88               | 埔里鎮、草屯鎮、中寮鄉、魚池鄉、國姓鄉、仁愛鄉 |          | 馬文君 · （ 中國國民黨） |      | [ 47 ] [ 29 ]        |
| 南投縣2  | 198,325      | 1,875.58   | 105.74              | 南投市、名間鄉、集集鎮、竹山鎮、鹿谷鄉、水里鄉、信義鄉 |          | 游顥 · （ 中國國民黨）   |      | [ 47 ] [ 29 ]        |
| 雲林縣1  | 275,065      | 681.07     | 403.87              | 麥寮鄉、臺西鄉、東勢鄉、褒忠鄉、土庫鎮、虎尾鎮、四湖鄉、元長鄉、口湖鄉、水林鄉、北港鎮                                                                                         |          | 丁學忠 · （ 中國國民黨） |      | [ 48 ] [ 29 ]        |
| 雲林縣2  | 282,040      | 609.77     | 462.54              | 崙背鄉、二崙鄉、西螺鎮、莿桐鄉、林內鄉、斗六市、大埤鄉、斗南鎮、古坑鄉 |          | 劉建國 · （ 民主進步黨） |      | [ 48 ] [ 29 ]        |
| 嘉義市   | 215,871      | 60.03      | 3,596.05            | 嘉義市 |          | 王美惠 · （ 民主進步黨） |      | [ 49 ] [ 29 ]        |
| 嘉義縣1  | 196,901      | 524.77     | 375.21              | 六腳鄉、東石鄉、朴子市、太保市、布袋鎮、義竹鄉、鹿草鄉、水上鄉 |          | 蔡易餘 · （ 民主進步黨） |      | [ 50 ] [ 29 ]        |
| 嘉義縣2  | 220,303      | 1,378.86   | 159.80              | 溪口鄉、大林鎮、梅山鄉、新港鄉、民雄鄉、竹崎鄉、中埔鄉、番路鄉、阿里山鄉、大埔鄉                                                                                               |          | 陳冠廷 · （ 民主進步黨） |      | [ 50 ] [ 29 ]        |
| 臺南市1  | 245,226      | 716.77     | 342.13              | 後壁區、白河區、北門區、學甲區、鹽水區、新營區、柳營區、東山區、將軍區、下營區、六甲區                                                                                         |          | 賴惠員 · （ 民主進步黨） |      | [ 51 ] [ 29 ]        |
| 臺南市2  | 254,767      | 924.82     | 275.48              | 七股區、佳里區、麻豆區、官田區、善化區、大內區、玉井區、楠西區、西港區、安定區、山上區、左鎮區、南化區                                                                         |          | 郭國文 · （ 民主進步黨） |      | [ 51 ] [ 29 ]        |
| 臺南市3  | 270,260      | 117.64     | 2,297.35            | 安南區、北區 |          | 陳亭妃 · （ 民主進步黨） |      | [ 51 ] [ 29 ]        |
| 臺南市4  | 259,650      | 150.14     | 1,729.39            | 新市區、永康區、新化區 |          | 林宜瑾 · （ 民主進步黨） |      | [ 51 ] [ 29 ]        |
| 臺南市5  | 265,687      | 48.70      | 5,455.59            | 安平區、中西區、南區、東區16里 |          | 林俊憲 · （ 民主進步黨） |      | [ 51 ] [ 29 ] [ 40 ] |
| 臺南市6  | 260,372      | 233.09     | 1,117.04            | 仁德區、歸仁區、關廟區、龍崎區、東區29里 |          | 王定宇 · （ 民主進步黨） |      | [ 51 ] [ 29 ] [ 40 ] |
| 高雄市1  | 217,467      | 2,394.69   | 90.81               | 桃源區、那瑪夏區、甲仙區、六龜區、杉林區、內門區、旗山區、美濃區、茂林區、阿蓮區、田寮區、燕巢區、大樹區、大社區                                                               |          | 邱議瑩 · （ 民主進步黨） |      | [ 52 ] [ 29 ]        |
| 高雄市2  | 263,401      | 207.23     | 1,271.06            | 茄萣區、湖內區、路竹區、永安區、岡山區、彌陀區、梓官區、橋頭區 |          | 邱志偉 · （ 民主進步黨） |      | [ 52 ] [ 29 ]        |
| 高雄市3  | 314,457      | 45.21      | 6,955.47            | 楠梓區、左營區 |          | 李柏毅 · （ 民主進步黨） |      | [ 52 ] [ 29 ]        |
| 高雄市4  | 270,354      | 164.00     | 1,648.5             | 仁武區、鳥松區、大寮區、林園區 |          | 林岱樺 · （ 民主進步黨） |      | [ 52 ] [ 29 ]        |
| 高雄市5  | 302,097      | 21.14      | 14,290.30           | 三民區、苓雅區8里 |          | 李昆澤 · （ 民主進步黨） |      | [ 52 ] [ 29 ] [ 40 ] |
| 高雄市6  | 313,653      | 26.80      | 11,703.47           | 鼓山區、鹽埕區、前金區、新興區、苓雅區61里 |          | 黃捷 · （ 民主進步黨）   |      | [ 52 ] [ 29 ] [ 40 ] |
| 高雄市7  | 293,502      | 26.76      | 10,968.94           | 鳳山區 |          | 許智傑 · （ 民主進步黨） |      | [ 52 ] [ 29 ]        |
| 高雄市8  | 302,464      | 66.03      | 4,580.71            | 旗津區、前鎮區、小港區 |          | 賴瑞隆 · （ 民主進步黨） |      | [ 52 ] [ 29 ]        |
| 屏東縣1  | 319,941      | 1,022.40   | 312.93              | 里港鄉、高樹鄉、三地門鄉、霧臺鄉、九如鄉、鹽埔鄉、長治鄉、內埔鄉、瑪家鄉、屏東市、麟洛鄉                                                                                       |          | 鍾佳濱 · （ 民主進步黨） |      | [ 53 ] [ 29 ]        |
| 屏東縣2  | 312,045      | 1,753.20   | 177.99              | 萬丹鄉、泰武鄉、竹田鄉、萬巒鄉、潮州鎮、新園鄉、崁頂鄉、南州鄉、新埤鄉、來義鄉、東港鎮、林邊鄉、佳冬鄉、枋寮鄉、春日鄉、枋山鄉、獅子鄉、牡丹鄉、車城鄉、滿州鄉、恆春鎮、琉球鄉 |          | 徐富癸 · （ 民主進步黨） |      | [ 53 ] [ 29 ]        |
| 宜蘭縣   | 365,227      | 2,143.63   | 170.38              | 宜蘭縣 |          | 陳俊宇 · （ 民主進步黨） |      | [ 54 ] [ 29 ]        |
| 花蓮縣   | 193,766      | 4,628.57   | 41.86               | 花蓮縣 |          | 傅崐萁 · （ 中國國民黨） |      | [ 55 ] [ 29 ]        |
| 臺東縣   | 115,336      | 3,515.25   | 32.81               | 臺東縣 |          | 黃建賓 · （ 中國國民黨） |      | [ 56 ] [ 29 ]        |
| 澎湖縣   | 91,352       | 126.86     | 720.10              | 澎湖縣 |          | 楊曜 · （ 民主進步黨）   |      | [ 57 ] [ 29 ]        |
| 金門縣   | 124,669      | 151.66     | 822.03              | 金門縣 |          | 陳玉珍 · （ 中國國民黨） |      | [ 58 ] [ 29 ]        |
| 連江縣   | 11,640       | 28.80      | 407.17              | 連江縣 |          | 陳雪生 · （ 中國國民黨） |      | [ 59 ] [ 29 ]        |

### 已廢除選舉區（現無相同範圍）
- 臺灣省立法委員選舉區
- 臺北市立法委員選舉區
- 高雄市立法委員選舉區
- 福建省立法委員選舉區
- 臺南市第一選舉區 (2010–2016年立法委員)，2008–2010年編為臺南縣第一選舉區
- 臺南市第二選舉區 (2010–2016年立法委員)，2008–2010年編為臺南縣第二選舉區
- 臺南市第三選舉區 (2010–2016年立法委員)，2008–2010年編為臺南市第一選舉區
- 臺南市第四選舉區 (2010–2016年立法委員)，2008–2010年編為臺南市第二選舉區
- 臺南市第五選舉區 (2010–2016年立法委員)，2008–2010年編為臺南縣第三選舉區
- 高雄市第五選舉區 (2010–2016年立法委員)，2008–2010年編為高雄市第二選舉區
- 高雄市第六選舉區 (2010–2016年立法委員)，2008–2010年編為高雄市第三選舉區
- 高雄市第七選舉區 (2010–2016年立法委員)，2008–2010年編為高雄市第四選舉區
- 高雄市第九選舉區 (2010–2016年立法委員)，2008–2010年編為高雄市第五選舉區
- 新竹縣立法委員選舉區
- 屏東縣第一選舉區 (2008–2016年立法委員)
- 屏東縣第二選舉區 (2008–2016年立法委員)
- 屏東縣第三選舉區 (2008–2016年立法委員)
- 高雄市第一選舉區 (1989–2004年立法委員)
- 高雄市第二選舉區 (1989–2004年立法委員)

## 原住民立法委員選舉區
原住民立法委員選舉區自1972年第一屆第一次增額立委選舉開始設置。根據《動員戡亂時期自由地區增加中央民意代表名額選舉辦法》，「自由地區山胞選出者一人」。:91-921980年第一屆第三次增額立委選舉則分為平地山胞、山地山胞兩選區各一席。:931989年第一屆第六次增額立委選舉增加至四人（山地山胞與平地山胞各二人），1992年第二屆立委選舉增加至六人（山地山胞與平地山胞各三人）。:94-951994年，山胞正名為原住民，山胞選區亦從1995年第三屆立委選舉起改名為原住民選區。:961998年第四屆立委選舉起增加至八人（山地原住民與平地原住民各四人），直到第七次修憲後的2008年第四屆立委選舉降為平地、山地原住民各三人。:97, 101
平地原住民、山地原住民皆以中華民國自由地區全境為選區範圍，各地具有原住民身份的國民皆能成為該選區的選舉人，選區的當選人也必須具有原住民的身份；選舉採用複數選區制，選區中獲得前三高票的候選人即為當選人。:80而平地、山地原住民身分之認定則依《原住民身分法》第2條規定，若本人或其尊親屬在臺灣光復前原籍在山地行政區域內，則為山地原住民；原籍在平地行政區域內者則為平地原住民。
| 選區       | 現任立委                                | 現任立委                                | 參考資料      |
| ---------- | --------------------------------------- | --------------------------------------- | ------------- |
| 山地原住民 |                                         | 高金素梅  （無黨籍）        | [ 11 ] [ 27 ] |
| 山地原住民 | 盧縣一 ·  · （ 中國國民黨） |                                         | [ 11 ] [ 27 ] |
| 山地原住民 | 伍麗華 ·  · （ 民主進步黨） |                                         | [ 11 ] [ 27 ] |
| 平地原住民 |                                         | 鄭天財 ·  · （ 中國國民黨） | [ 11 ] [ 27 ] |
| 平地原住民 | 陳瑩 ·  · （ 民主進步黨）   |                                         | [ 11 ] [ 27 ] |
| 平地原住民 | 黃仁 ·  · （ 中國國民黨）   |                                         | [ 11 ] [ 27 ] |

## 全國不分區及僑居國外國民立法委員選舉區
全國不分區及僑居國外國民立法委員選舉區前身包括職業團體代表、僑選代表和全國不分區代表，前二者從1948年第一屆立委選舉開始設置。:88職業團體可細分為農業團體、漁業團體、工人團體、工商業團體、教育團體以及自由職業團體六種選區，在第一屆選舉中共有6個選區、89席名額。1972年第一屆第一次增額立法委員選舉則改以不分設省市名額的方式選出8名，1980年（第一屆第三次增選）增至16名，1989年（第一屆第六次增選）再增至18名；1992年第二屆立委選舉廢止。:92-96
僑選代表在第一屆立委選舉時將全世界規劃成15個選舉區，選出19位立委，然而實際到任者不到半數:85；第一屆第一次增選之後則分為5個選舉區，選舉制度改採用總統遴選，而非人民投票產生。:84-85第一屆第三次增選起，選舉區增加至9個（包括第一區至第八區以及「不分區」）。第二屆立委選舉開始，僑選代表產生方式改依政黨比例代表制產生（按照政黨在區域選舉中的得票率分配席次），並規定政黨當選5人以上者，其中應有至少1名女性；第七屆起與不分區代表合併。
全國不分區代表增設於1992年第二屆立委選舉，選區範圍為全國，以比例代表制選出（按照政黨在區域選舉中的得票率分配席次）；席次計算方式則採用最大餘額法黑爾數額。:85第七屆起，不分區代表與僑選代表合併，並維持比例代表制和席次計算方式，但引進單一選區兩票制，得票率大於5%的政黨可以參與分配不分區席次，全國總共選出34席立法委員。全國不分區及僑居國外國民選區亦是目前唯一設有婦女保障名額的選舉區，婦女在各政黨的當選名單中不得低於二分之一，否則婦女候選人應依順位依序遞補。
| 號次 | 政黨               | 得票數    | 總得票率 | 分配得票率 | 分配席次 | 當選立委                                                                                               | 參考資料      |
| ---- | ------------------ | --------- | -------- | ---------- | -------- | --- | ------------- |
| 1    | 小民參政歐巴桑聯盟 | 128,613   | 0.9336%  | 不適用     | 不適用   | 無 | [ 69 ] [ 27 ] |
| 2    | 台灣綠黨           | 117,298   | 0.8514%  | 不適用     | 不適用   | 無 | [ 69 ] [ 27 ] |
| 3    | 臺灣雙語無法黨     | 44,852    | 0.3256%  | 不適用     | 不適用   | 無 | [ 69 ] [ 27 ] |
| 4    | 台灣基進           | 95,078    | 0.6901%  | 不適用     | 不適用   | 無 | [ 69 ] [ 27 ] |
| 5    | 中華統一促進黨     | 17,423    | 0.1265%  | 不適用     | 不適用   | 無 | [ 69 ] [ 27 ] |
| 6    | 民主進步黨         | 4,982,062 | 36.1629% | 38.9612%   | 13       | 林月琴、沈伯洋、張雅琳、羅美玲、范雲、柯建銘、沈發惠、莊瑞雄、林楚茵、郭昱晴、陳培瑜、王正旭、王義川   | [ 69 ] [ 27 ] |
| 7    | 制度救世島         | 19,655    | 0.1427%  | 不適用     | 不適用   | 無 | [ 69 ] [ 27 ] |
| 8    | 時代力量           | 353,412   | 2.5653%  | 不適用     | 不適用   | 無 | [ 69 ] [ 27 ] |
| 9    | 中國國民黨         | 4,764,576 | 34.5842% | 37.2604%   | 13       | 韓國瑜、柯志恩、葛如鈞、翁曉玲、陳菁徽、吳宗憲、林倩綺、陳永康、許宇甄、謝龍介、蘇清泉、張嘉郡、王育敏 | [ 69 ] [ 27 ] |
| 10   | 司法改革黨         | 37,615    | 0.2730%  | 不適用     | 不適用   | 無 | [ 69 ] [ 27 ] |
| 11   | 新黨               | 40,288    | 0.2924%  | 不適用     | 不適用   | 無 | [ 69 ] [ 27 ] |
| 12   | 臺灣民眾黨         | 3,040,615 | 22.0706% | 23.7785%   | 8        | 黃珊珊、黃國昌、陳昭姿、麥玉珍、林國成、林憶君、張啓楷、劉書彬                                         | [ 69 ] [ 27 ] |
| 13   | 台灣維新           | 10,300    | 0.0748%  | 不適用     | 不適用   | 無 | [ 69 ] [ 27 ] |
| 14   | 親民黨             | 69,818    | 0.5068%  | 不適用     | 不適用   | 無 | [ 69 ] [ 27 ] |
| 15   | 人民最大黨         | 11,746    | 0.0853%  | 不適用     | 不適用   | 無 | [ 69 ] [ 27 ] |
| 16   | 台灣團結聯盟       | 43,375    | 0.3148%  | 不適用     | 不適用   | 無 | [ 69 ] [ 27 ] |

## 腳註
1. ↑  包含天母里、三玉里、天福里、天祿里、天壽里、天山里、天和里、天玉里、德行里、德華里、忠誠里、蘭雅里、蘭興里等13里。
2. ↑  包含仁勇里、義信里、福林里、福德里、福志里、舊佳里、福佳里、後港里、福中里、前港里、百齡里、承德里、福華里、明勝里、福順里、富光里、葫蘆里、葫東里、社子里、社新里、社園里、永倫里、福安里、富洲里、岩山里、名山里、聖山里、芝山里、東山里、永福里、公館里、新安里、陽明里、菁山里、平等里、溪山里、翠山里、臨溪里等38里。
3. ↑  包含中華里、民有里、民福里、松基里、莊敬里、東榮里、新益里、新東里、介壽里、三民里、富錦里、富泰里、自強里、鵬程里、安平里等20里。
4. ↑  包含南門里、新營里、龍福里、南福里、愛國里、廈安里、忠勤里、永功里、永昌里、龍興里、龍光里、黎明里、光復里、建國里、東門里、幸福里、梅花里、幸市里、文北里、文祥里、三愛里等21里。
5. ↑  包含慈祐里、吉祥里、新聚里、復盛里、中正里、中崙里、美仁里、吉仁里、敦化里、復源里、復建里、復勢里、福成里等13里。
6. ↑  包含水源里、富水里、文盛里、林興里、河堤里、螢圃里、網溪里、板溪里、頂東里、螢雪里等10里。
7. ↑  富貴里、碧華里、仁華里、永清里、永順里、富福里、慈化里、慈惠里、慈愛里、永福里、慈生里、慈福里、慈祐里、富華里、五華里、五福里、六福里、水碓里、德音里等19里。
8. ↑  包含二重里、三民里、三安里、大同里、大安里、大有里、大園里、大德里、中山里、中央里、中正里、中民里、中興里、五谷里、五常里、五順里、仁忠里、仁義里、仁德里、介壽里、六合里、六福里、文化里、平和里、正安里、正義里、正德里、民生里、永吉里、永安里、永春里、永盛里、永發里、永德里、永興里、永豐里、永煇里、田中里、田心里、田安里、立德里、光正里、光田里、光明里、光華里、光陽里、光榮里、光輝里、吉利里、同安里、同慶里、安慶里、成功里、自強里、秀江里、谷王里、尚德里、幸福里、忠孝里、承德里、長元里、長生里、長安里、長江里、長泰里、長福里、信安里、厚德里、奕壽里、重明里、重陽里、重新里、國隆里、培德里、崇德里、清和里、頂崁里、博愛里、菜寮里、開元里、順德里、溪美里、瑞德里、萬壽里、過田里、福民里、福田里、福安里、福利里、福星里、福祉里、福隆里、福德里、福樂里、維德里、德厚里、錦田里、錦安里、錦江里、錦通里、龍門里、龍濱里、雙園里等103里。
9. ↑  包含中平里、中全里、中宏里、中和里、中信里、中美里、中原里、中泰里、中港里、中華里、中隆里、中誠里、丹鳳里、仁愛里、仁義里、化成里、文明里、文聖里、文德里、文衡里、民全里、立人里、立功里、立廷里、立志里、立言里、立泰里、立基里、立德里、昌明里、全安里、全泰里、合鳳里、自立里、自信里、自強里、和平里、幸福里、忠孝里、昌平里、昌信里、昌隆里、信義里、建安里、建福里、後港里、後德里、思源里、思賢里、恆安里、泰豐里、海山里、國泰里、祥鳳里、富民里、富國里、萬安里、裕民里、榮和里、福基里、福興里、福營里、興漢里、頭前里、龍安里、龍福里、龍鳳里、營盤里、豐年里、雙鳳里、瓊林里、四維里、成德里、八德里、南港里等75里。
10. ↑  包含民安里、民有里、民本里、光明里、光正里、光榮里、光和里、光華里、西盛里等9里。
11. ↑  包含中正里、仁翠里、介壽里、公舘里、文化里、文聖里、文翠里、文德里、民安里、民權里、永安里、光華里、光榮里、吉翠里、江翠里、百壽里、自立里、自強里、宏翠里、赤松里、幸福里、忠誠里、忠翠里、明翠里、松柏里、松翠里、社後里、金華里、青翠里、建國里、柏翠里、流芳里、香社里、香雅里、留侯里、純翠里、國光里、埤墘里、莒光里、莊敬里、嵐翠里、朝陽里、港尾里、港嘴里、港德里、華江里、華翠里、陽明里、黃石里、新民里、新生里、新埔里、新海里、新翠里、新興里、漢生里、滿翠里、福翠里、德翠里、龍翠里、聯翠里、懷翠里、挹秀里、湳興里、溪頭里等65里。
12. ↑  包含九如里、大安里、大豐里、大觀里、中山里、五權里、仁愛里、正泰里、民生里、民族里、玉光里、光仁里、光復里、成和里、西安里、和平里、居仁里、東丘里、東安里、長安里、長壽里、信義里、後埔里、重慶里、香丘里、埔墘里、振興里、振義里、海山里、浮洲里、國泰里、堂春里、崑崙里、深丘里、富貴里、復興里、景星里、華中里、華東里、華貴里、華福里、華德里、華興里、鄉雲里、溪北里、溪洲里、溪福里、僑中里、福丘里、福安里、福星里、福祿里、福壽里、福德里、聚安里、廣新里、廣福里、廣德里、龍安里、雙玉里、歡園里等61里。
13. ↑  包含力行里、中山里、中正里、中原里、中興里、仁和里、內南里、文元里、外南里、平河里、正行里、正南里、民生里、民安里、民有里、民享里、瓦磘里、吉興里、安穗里、灰磘里、自強里、佳和里、和興里、忠孝里、明德里、明穗里、枋寮里、東南里、信和里、冠穗里、南山里、建和里、員山里、員富里、國光里、國華里、崇南里、清穗里、連和里、連城里、頂南里、復興里、景文里、景平里、景本里、景安里、景南里、景新里、景福里、華南里、華新里、新南里、瑞穗里、嘉新里、嘉慶里、嘉穗里、壽南里、壽德里、漳和里、碧河里、福和里、福南里、福美里、福真里、福祥里、福善里、廟美里、德行里、德穗里、橫路里、積穗里、興南里、錦中里、錦和里、錦昌里、錦盛里等76里。
14. ↑  包含泰安里、安平里、中安里、安樂里、宜安里、安順里、安和里、秀明里、秀仁里、秀山里、秀福里、秀義里、秀景里、秀水里、秀士里、秀成里、秀峰里等17里。
15. ↑  包含汴洲里、春日里、會稽里、檜樂里、大有里、寶山里、寶民里、大興里、大業里、忠義里、福元里、三元里、青溪里、三民里、萬壽里等15里。
16. ↑  包含石頭里、青埔里、華愛里、龍昌里、三民里、光明里、信義里、新明里、龍東里、山東里、仁義里、成功里、後寮里、新街里、龍德里、仁福里、自立里、洽溪里、青溪里、新興里、龍興里、中央里、自治里、振興里、過嶺里、舊明里、內定里、健行里、福德里、中建里、內厝里、至善里、莊敬里、德義里、中原里、內壢里、和平里、復華里、文化里、幸福里、復興里、興華里、中榮里、月眉里、忠孝里、普仁里、興和里、中壢里、水尾里、忠義里、普忠里、興南里、五福里、正義里、忠福里、興福里、普強里、興國里、五權里、永光里、明德里、普義里、龍平里、永福里、東興里、普慶里、仁美里、永興里、芝芭里、龍岡里、中興里、興平里、龍慈里、自信里、林森里、金華里等76里
17. ↑  包含中路里、同安里、福安里、中寧里、成功里、信光里、福林里、中德里、自強里、南門里、龍山里、大林里、大樹里、中興里、西門里、南埔里、龍安里、文中里、西埔里、南華里、龍岡里、大豐里、文化里、西湖里、建國里、龍祥里、中山里、文昌里、龍鳳里、中平里、文明里、泰山里、豐林里、中正里、北門里、東山里、莊敬里、中成里、北埔里、東門里、朝陽里、寶慶里、中和里、民生里、東埔里、雲林里、中信里、永安里、武陵里、慈文里、中原里、永興里、長安里、新埔里、經國里、中埔里、玉山里、長美里、中泰里、光興里、長德里、同德里、明德里、瑞慶里、寶安里、中聖里、龍壽里等67里。
18. ↑  包含興仁里、自強里、中正里、中山里、篤行里、仁愛里、仁和里、仁祥里、華勛里、仁德里、中堅里、龍安里等12里。
19. ↑  包含尚義里、崇義里、大義里、大眉里、新港里、白地里、麻園里、聯興里、新庄里、溪州里、新國里、新社里等12里。
20. ↑  包含泰和里、竹北里、竹義里、新崙里、福德里、竹仁里、文化里、北崙里、興安里、北興里、十興里、中崙里、斗崙里、鹿場里、東興里、東海里、中興里、隘口里、東平里等19里。
21. ↑  包含成大里、大學里、圍下里、東門里、中西里、東安里、大同里、泉南里、龍山里、路東里、忠孝里、德光里、崇信里、大德里、崇學里、大福里等16里。
22. ↑  包含小東里、莊敬里、後甲里、東明里、東光里、崇誨里、裕農里、富強里、東聖里、南聖里、衛國里、新東里、富裕里、關聖里、自強里、文聖里、復興里、裕聖里、虎尾里、崇善里、和平里、崇德里、崇明里、崇成里、崇文里、仁和里、德高里、東智里、大智里等29里。
23. ↑  包含安祥里、五權里、民主里、五福里、正心里、正道里、文昌里、建軍里等8里。
24. ↑  包含博仁里、苓洲里、苓昇里、苓中里、苓雅里、苓東里、城北里、城西里、城東里、意誠里、鼓中里、田西里、人和里、仁政里、廣澤里、美田里、華堂里、日中里、普照里、和煦里、晴朗里、普天里、林富里、林圍里、林安里、光華里、林興里、林華里、林西里、林中里、林泉里、林南里、中正里、尚義里、同慶里、凱旋里、奏捷里、福壽里、福南里、林德里、林貴里、林榮里、英明里、林靖里、朝陽里、福隆里、福祥里、福海里、福康里、福人里、福地里、福居里、福東里、福西里、永康里、正文里、正言里、正大里、正義里、正仁里、衛武里等61里。